# 安楽寺 (神奈川県寒川町)
安楽時（あんらくじ）は神奈川県高座郡寒川町にある高野山真言宗の寺院。元中本寺。相模国準四国八十八箇所第6番。境内本堂裏手には大神塚古墳（前方後円墳）がある。古くは寒川神社の別当寺であった。現在は高野山高室院の末寺となっている。

## 歴史
養老年間（717年 - 723年）の建立と伝わる。相模國一之宮である寒川神社の別当寺として創建された。寒川町内では最古の真言宗寺院で、御本尊である木造の大日如来坐像（平安時代作）は寒川町の重要文化財に指定されている。
江戸時代には中本寺格の寺院として発展し、現在の寒川町、海老名市、藤沢市にまたがる18ヶ寺の末寺を持ち、「一之宮門中」、「大塚門中」と称された。1633年（寛永10年）の『関東真言宗古義本末牒』には「法談所」と記されており、この地域における真言宗僧侶の養成機関としての役割を担っていたと考えられる。また、1821年（文政4年）には「相模国準四国八十八箇所」の霊場として弘法大師坐像が安置された。
末寺一覧（太字は現存する寺院）
- 医王院（寒川町田端）
- 南泉寺（寒川町一之宮）
- 東光寺（寒川町一之宮）
- 東福寺（寒川町大曲）
- 観護寺（寒川町岡田）
- 等覚寺（寒川町岡田）
- 宝塔院（寒川町岡田）
- 薬王寺（寒川町宮山）
- 西善院（寒川町宮山）
- 神照寺（寒川町宮山）
- 三大坊（寒川町宮山）
- 中之坊（寒川町宮山）
- 金剛寺（海老名市本郷）
- 本覚寺（海老名市本郷）
- 吉祥寺（海老名市中河内）
- 正覚寺（海老名市門沢橋）
- 観蔵寺（藤沢市宮原）
- 西福寺（藤沢市獺郷）
- 成円寺（比定地不明）
- 蓮花寺（比定地不明）

なお、薬王寺、西善院、神照寺、三大坊、中之坊の5ヶ寺は寒川神社の神宮寺及び、供僧寺でもある。
その後、1904年（明治37年）には廃寺となった末寺の観護寺と等覚寺を合併し、さらに1907年（明治40年）には同じ末寺の宝塔院も合併し現在にいたる。

## 文化財
- 大日如来坐像（座高：101.5cm、平安時代作）：寒川町指定重要文化財第12号[6] - 定朝様を伝える平安仏。神奈川県内でも最古級であり、寒川町内では最古の仏像。

## 境内
本堂
堂内は仏教寺院では珍しいステンドグラスによる装飾がなされている。
弘法大師坐像
「相模国準四国八十八箇所」の弘法大師坐像であり、中央は第6番である安楽寺、右は廃寺となった末寺の観護寺（第71番）、左は同じ末寺であった宝塔院（第75番）のがそれぞれ安置されている。
池（湧水）
参道入口付近にある湧水池。池の中央には小さな祠がある。
大神塚古墳
境内本堂裏手にある前方後円墳で、初代相武国造茅武彦命（かやたけひこのみこと）の奥津城と伝わる。相模川流域の古墳としては最大級であり、周辺にはさらに5基の古墳群があった（1基のみ現存）。古くから寒川神社由緒の古墳として伝えられており、かつて塚の上には「傳聞相州一宮寒川大明神碑先生（王）之御廟窟也」と蓮華座に刻まれた大日如来の石像があった。安楽寺は寒川神社の本地仏であり、一番目の別当寺として創建された。通常、別当寺は神社のそばに建られるが、わざわざ大神塚の前に建てたのは、寒川神社由緒の古墳を守護する意味があると考えられる。

## 催事
- 毎月第2日曜日の午後3時から写経体験が開かれている[8]。（持参：筆・墨・硯・筆ペン可、紙代：100円、個人：予約不要、団体：予約）

- 毎年、桜の開花時期である4月上旬に本堂で「桜のコンサート」が開催されている[9]。

## アクセス
最寄駅
- JR相模線：寒川駅

## 周辺
- 岡田遺跡（日本最大級の縄文遺跡）
- 越の山横穴墓群
- 寒川神社（相模国一之宮）
- 高座郡衙（国の史跡「下寺尾官衙遺跡群」）